# Pittsburgh Phantoms
Il Pittsburgh Phantoms è stata una società di calcio statunitense, con sede a Pittsburgh.

## Storia
Fondato nel 1967, il Pittsburgh Phantoms partecipò al campionato organizzato nello stesso anno dalla NPSL, lega parallelo all'United Soccer Association, che era però accreditata dalla FIFA.
La squadra fu inizialmente affidata al tedesco Herb Vogt, che ritornò però dopo due mesi nel paese natio e lasciò l'incarico di guidare la squadra all'ungherese János Bédl. Bedl a sua volta cedette dopo quattro giornate l'incarico all'olandese Co Prins, uno dei giocatori più rappresentativi della squadra, che rivestì il duplice ruolo di allenatore-giocatore. A giugno Prins fu rimpiazzato dall'austriaco Joseph Gruber che fu anche l'ultimo allenatore della squadra.
L'unica stagione disputata dai Phantoms si chiuse al sesto ed ultimo posto della Western Division. Manfred Rummel fu il capocannoniere della squadra con 14 reti, mentre Co Prins fu inserito nell'All-Star team della NPSL.
La società si dissolse e non si iscrisse alla neonata NASL, frutto della fusione tra la NPSL e l'USA.